# Medaille zum 20. Jahrestag der Gründung der Streitkräfte der Sozialistischen Republik Rumänien
Die Medaille zum 20. Jahrestag der Gründung der Streitkräfte der Sozialistischen Republik Rumänien (rumänisch A XX-a aniversare a Zilei Armatei Republicii Socialiste România) war eine staatliche Auszeichnung der Sozialistischen Republik Rumänien. Die Stiftung erfolgte am 25. Oktober 1964 per Dekret 642 des Staatsrates (Consiliul de stat). Die Veröffentlichung der Statuten wurde im rumänischen Staatsanzeiger (Buletinul oficial) Nr. 13 bekannt gemacht. Die Medaille, welche in einer Klasse gestiftet worden war, wurde an Militär- und Zivilpersonen verliehen, die bei der Stärkung des Heeres mitgewirkt hatten. Ferner erhielten die Medaille auch Personen und Veteranen des antifaschistischen Krieges Rumänien gegen Hitlerdeutschland im Zweiten Weltkrieg.

## Aussehen und Trageweise
Die Medaille hat die Form eines zehnstrahligen Sternes. Das Avers der vergoldeten Medaille zeigt innerhalb eines Lorbeerkranzes einen rumänischen Soldaten mit Stahlhelm auf dem Kopf sowie einem Maschinengewehr in der Hand, welches er vor seiner Brust trägt. In seinem Hintergrund ist eine wehende Fahne zu sehen. Im unteren Kreuzpunkt des Lorbeerkranzes ist die römische Ziffer XX geprägt. Das Revers der Medaille ist glatt zeigt die dreizeilige Inschrift: 1944 - 1964 / 25. / OCTOMBRIE.
Getragen wurde die Medaille an der linken Brustseite des Beliehenen an einer 24 mm breiten pentagonalen Spange am roten Band. In das Band ist mittig ein weiß-blau-weißer Mittelstreifen eingewebt. Der Saum ist in den Nationalfarben Rumäniens von außen nach innen rot-gelb-blau gehalten.